# Донцова Ольга Анатоліївна
Ольга Анатоліївна Донцова (нар. 7 січня 1959, Москва, СРСР) — російський вчений-біохімік, академік РАН (2016).

## Біографія
Закінчила хімічний факультет МДУ.
З 1999 року — професор біоорганічної хімії кафедри хімії природних сполук хімічного факультету МДУ, з 2009 року — завідувач кафедрою.
З 2011 року — завідувач відділу структури і функцій РНК.
У 1991 році захистила кандидатську, а в 1997 році докторську дисертацію («Розвиток хімічних методів вивчення структури і функції складних рибонуклеопротеїдних систем») з хімічних наук (спеціальність «Біоорганічна хімія»).
Автор понад 200 наукових статей, 2 книг, 5 патентів.
Науковий керівник 17 кандидатських дисертацій і 4 докторських дисертацій.
Член Ради з питань науки та освіти при Президенті РФ (з 2017).
Область наукових інтересів: структура та функції РНК-вмісних клітинних машин, функціональні властивості і механізми регуляції теломеразних РНП-комплексів і некодируючих РНК.

## Нагороди та досягнення
- Премія Європейської Академії молодим вченим (1999)
- Соросівський Професор (1999, 2000)
- Член-кореспондент РАН (2006)
- Академік РАН (2016)

## Діяльність
- член спеціалізованої вченої ради Хімічного факультету МДУ
- член ради Російського фонду фундаментальних досліджень (РФФД)
- член експертної ради Російського наукового фонду (РНФ) з наукових проектів
- член редакційних рад журналів Biochimie (з 2008), Acta Naturae (з 2011), Молекулярна біологія (з 1998).
- Автор і співавтор навчальних курсів (Молекулярна біологія клітини, Геном людини, Експериментальні методи дослідження білків і нуклеїнових кислот, Основи молекулярної та клітинної біології та імунології, Структура, функція, методи дослідження РНК та інших)
- Індекс Хірша 22, більше 1500 цитувань (Scopus)[5]

## Книги
- Экспериментальные методы исследования белков и нуклеиновых кислот. Раздел II. Задачи по выбору. Учебно-методическая разработка к спецпрактикуму по химии белка, нуклеиновых кислот и нуклеопротеидов / О. А. Донцова, П. В. Сергиев, Л. А. Баратова и др. — Отдел оперативной печати и информации химического факультета МГУ имени М. В. Ломоносова Москва, 2011. — 88 с.
- Enzymes to Function. Ribosomes Structure, Function, and Dynamics: Modifications of Ribosomal RNA: From Enzymes to Function / P. Sergiev, A. Golovina, I. Prokhorova et al. — Germany: Germany, 2011. — 442 p. ISBN 978-3-7091-0214-5

### Інтерв'ю
- Ольга Донцова: «Теломераза — это моя любовь»
- Академик Ольга Донцова: неэтично изменять геном эмбриона человека [Архівовано 20 червня 2019 у Wayback Machine.]